# Смерть Иоанна Грозного (фильм)
Эта статья — о художественном фильме. О пьесе А. К. Толстого см. Смерть Иоанна Грозного.
«Смерть Иоанна Грозного» (1909) — немой художественный короткометражный фильм Василия Гончарова по мотивам пьес А. К. Толстого.
Актёрский дебют Якова Протазанова (сыграл роль Гарабурды). В некоторых источниках указан также как сорежиссёр фильма.
Фильм вышел на экраны 23 сентября (6 октября) 1909 года.

## В ролях
- А. Славин — царь Иван Грозный
- С. Тарасов — Борис Годунов
- Николай Веков — боярин Нагой
- Яков Протазанов — Гарабурда
- Елизавета Уварова — царица

## Производство
По воспоминаниям Якова Протазанова, приглашённый из Италии оператор Антонио Серрано не имел никакого опыта съёмки: «Работая на английском аппарате „Пресвич“, он ставил фокус на шкале, на которой отмечены футы, а расстояние отмерял в метрах. В результате всё получалось не в фокусе. <…> Съёмки производились летом, проявляли же плёнку и печатали осенью. Поэтому ошибка была обнаружена тогда, когда невозможно было её исправить».

## Критика
Мы взялись за перо только под влиянием навеянных на нас нескольких мыслей, при случайном сравнении исполнения картины «Воскресенье» (бр. Пте, 1909) и картины «Смерть Иоанна Грозного», картины русского производства. Мы остановились на этих картинах, потому что первая есть произведение русского гения, произведение, в полно его объеме доступное пониманию только русских, которым родственны все основные черты характера Нехлюдова, которым скорее, чем другим, понятен перелом, произошедший у Нехлюдова (время и место не позволяет нам остановится на детальном доказательстве этого положения). вторая картина есть воспроизведение талантливым поэтом типа, во всех деталях понятного пять-таки русским. Да и кому же, как не русским, понять всю сложную натуру Грозного царя! Кому, как не русским, потомкам данников татарских ханов, прививших им их жестокость, задержавших их на долгое время в темноте и невежестве, кому, как не им, скорее всего доступно понимание этого темного и мрачного времени, именуемого царствованием Иоанна Грозного. Случайно эти два различных произведения, общие только тем, что оба они доступны пониманию только русских, почти одновременно появились на экране. Из них первое воспроизведено во Франции и интересно для нас только с той точки рения, как наши друзья французы представляют себе русскую жизнь. Оказывается, что они о ней почти никакого представления не имеют. Мы смеялись, когда смотрели картину «Воскресенье», но это был смех добродушный, при мысли о том представлении, какое имеют о нас наши друзья, но мы ничего не могли сказать ни против фотографии картины, ни против бутафории и декорации; мы даже могли любоваться самоваром, вывезенным Наполеоном из Москвы в 1812 году. Но представьте себе, что такая картина, как «Смерть Иоанна Грозного», попадает к французам. Они не будут смеяться над ней, они только подумают: на какой низкой ступени стоит еще и русская синематографическая промышленность, и попутно с этим фотографическое и сценическое искусство. Они не будут смеяться, нет, но мы будем краснеть и с досады плакать. А что было бы проще, как или совсем не трогать Смерти Грозного, или пригласить для его воспроизведения наших лучших исполнителей — станиславцев и для его синематографирования какую-нибудь уже опытную фирму.— Розин. Журнал «Сине-фоно»